# Kompositionsauftrag
Der Kompositionsauftrag ist eine vergleichsweise junge Form der Kunstförderung – besonders der Neuen Musik – seitens eines Mäzenaten oder einer Institution. Sie besteht darin, einen Komponisten zu „beauftragen“, ein neues Werk zu schreiben. In Programmheften oder bei CDs wird ein Kompositionsauftrag oft mit KA gekennzeichnet.
Entgegen der landläufigen Meinung handelt es sich bei dem üblicherweise gezahlten Kompositionshonorar nicht um eine Abgeltung der geleisteten Arbeit an dem Stück, sondern um das Vorzugsrecht, die Komposition innerhalb eines bestimmten (meist gezielt programmierten) Rahmens uraufführen zu dürfen. Daher gehen in der Regel auch keine Exklusivrechte auf den Auftraggeber über. Eine Ausnahme bilden Kompositionsaufträge von Interpreten, die sich mitunter eine gewisse Zeitspanne der exklusiven Aufführung (meist zwei bis drei Jahre) vertraglich zusichern lassen. Oft ist das Werk dem Auftraggeber dann auch gewidmet.
Der öffentlich-rechtliche Rundfunk  vergibt Kompositionsaufträge um durch spezifische, „radiophone“ Musik (dazu gehören auch Hörspielmusiken) das eigene Repertoire zu erweitern und medienspezifischen Bedürfnissen nachzukommen. Er folgt darin dem Auftrag, neben der Präsentation bestehender Werke auch zukunftsgerichtete, „neue“ Werke zu programmieren, insbesondere für eigene Orchester und Veranstaltungen oder Festivals. Auftrag und Zweckbindung unterscheiden ihn vom Mäzenatentum.
Ein Kompositionsauftrag kann zweckgebunden vergeben werden und beispielsweise darin bestehen, eine Trauermusik für eine Person oder eine Fanfare für ein öffentliches Ereignis oder ein Stück zu einem vorgegebenen Thema zu schreiben. Gewöhnlich aber werden dem Komponisten – abgesehen von einer bestimmten Besetzung und einer bestimmten Länge des Stückes – keine Vorgaben gemacht.